# Нови глог
Нови глог (на сръбски: Нови Глог или Novi Glog) е село в община Търговище, Пчински окръг, Сърбия.

## История
В края на XIX век Глог е село в Прешевска кааза на Османската империя. Според патриаршеския митрополит Фирмилиан в 1902 година в Глог има 28 сръбски патриаршистки къщи.
В 2002 година в селото живеят 137 сърби.

## Население
- 1948- 430
- 1953- 443
- 1961- 437
- 1971- 380
- 1981- 236
- 1991- 172
- 2002- 137